# Нове Ґрабе (Плоцький повіт)
Нове Ґрабе (пол. Nowe Grabie) — село в Польщі, у гміні Гомбін Плоцького повіту Мазовецького воєводства.
Населення — 560 осіб (2011).
У 1975-1998 роках село належало до Плоцького воєводства.

## Демографія
Демографічна структура станом на 31 березня 2011 року:
|          | Загалом | Допрацездатний вік | Працездатний вік | Постпрацездатний вік |
| -------- | ------- | ------------------ | ---------------- | -------------------- |
| Чоловіки | 274     | 64                 | 191              | 19                   |
| Жінки    | 286     | 62                 | 177              | 47                   |
| Разом    | 560     | 126                | 368              | 66                   |